# 上田仁 (卓球選手)
上田 仁（うえだ じん、1991年12月10日 - ）は、日本の元卓球選手、卓球指導者。京都府舞鶴市出身。身長171cm。体重70kg。ITTF世界ランキング最高位男子ダブルス3位。段級位は6段。TリーグはT.T彩たま所属。2018ワールドカップ男子団体初の銀メダリスト。アジアジュニア卓球選手権男子団体日本初の金メダルに貢献。ジャパントップ12卓球大会男子シングルス優勝。2018ワールドカップでは歴史に残る試合を繰り広げ男子団体初の銀メダルに大いに貢献した。

## 概歴
4きょうだいの末っ子。父は水泳選手。聴覚に障害があった次男・上田大輔、長女・上田萌がコミュニケーションの一環で卓球をやっていた影響で3歳で自身も卓球を始める。その後長女の萌はデフリンピックで金メダルを獲得している。
中学時代にトップクラスとして活躍していた松平健太に接戦になったことで、青森山田中学高等学校の監督の目に留まり、同校に入学し頭角を表す。
全日本社会人卓球選手権3連覇を成し遂げた。
またダブルスの名手でもあり、丹羽孝希・吉村真晴・大島祐哉・𠮷田雅己などペアが変わっても結果を出せる器用な選手。
プレースタイルは一発で撃ち抜くボールが多い男子の中で、ピッチの速さや台上の小技を武器に試合を進める。
特にチキータレシーブのバリエーションと、カウンタードライブのうまさは国内でもトップクラスである。
妻の充恵（旧姓：加藤）も元卓球選手で上田とは同じ大学ではなく、早稲田大学卒業。
2019年12月時点で医師の診断により休養状態で国内外の試合には出場していない。長期間の休養状態だった理由についてオーバートレーニング症候群であったことを告白している。
2021年1月の全日本卓球選手権大会に出場した。
同年の全日本社会人卓球選手権では同大会4回目となる男子シングルス優勝を果たした。
2024-25シーズンで現役の引退を発表、戸上隼輔のプライベートコーチに就任。

## 戦績

### 国内大会
2008年
- インターハイ 男子シングルス 準優勝

2009年
- 平成20年度全日本卓球選手権大会 男子シングルス 3位、 ジュニア男子シングルス 優勝
- インターハイ 男子ダブルス 優勝

2010年
- 第7回全日本学生選抜卓球選手権大会 男子シングルス 優勝

2012年
- 第79回全日本大学総合卓球選手権大会個人の部 男子シングルス 優勝

2014年
- 平成25年度全日本卓球選手権大会 男子シングルス 3位

2015年
- 第49回全日本社会人卓球選手権 男子シングルス 優勝、男子ダブルス 優勝（松平賢二ペア）
- 第24回日本卓球リーグ・ビッグトーナメント（浦安大会）男子シングルス 準優勝

2016年
- 第50回全日本社会人卓球選手権 男子シングルス 優勝（二連覇）、男子ダブルス 優勝（二連覇）（松平賢二ペア）

2017年
- シチズンカップ日本卓球リーグ選手権大会 男子シングルス 準優勝、男子ダブルス 優勝
- 第21回ジャパントップ12卓球大会 男子シングルス 優勝
- 第51回全日本社会人卓球選手権 男子シングルス 優勝（三連覇）

2018年
- 平成29年度全日本卓球選手権大会 男子ダブルス 準優勝（𠮷田雅己ペア）

2021年
- 第55回全日本社会人卓球選手権 男子シングルス 優勝

### 海外大会
2007年
- 2007世界ジュニア選手権　ダブルス　準優勝

2009年
- ITTF ジュニアサーキットファイナル　シングルス　優勝

2013年
- ITTF ジャパンオープン荻村杯ダブルス　優勝

2016年
- ITTF スウェーデンオープン　ダブルス　３位

2017年
- ITTF チャレンジ・タイオープン　シングルス・ダブルス　優勝
- ITTF 中国オープン　ダブルス　優勝
- ITTF プラチナ・オーストラリアオープン　ダブルス　３位
- ITTF ブルガリアオープン　ダブルス　優勝
- ITTF チェコオープン　ダブルス　準優勝
- ITTF プラチナ・オーストリアオープン　ダブルス　優勝
- ITTFプロツアーグランドファイナル 男子ダブルス 3位（吉村真晴ペア）

2018年
- 2018チームW杯 準優勝

## Tリーグの成績
| シーズン | 所属チーム   | 背番号 | シングルス（VM を含む） | シングルス（VM を含む） | シングルス（VM を含む） | ダブルス     | ダブルス | ダブルス | VM（ビクトリーマッチ） | VM（ビクトリーマッチ） | VM（ビクトリーマッチ） |
| シーズン | 所属チーム   | 背番号 | マッチ出場数            | 勝利数                  | 敗戦数                  | マッチ出場数 | 勝利数   | 敗戦数   | VM 出場数              | VM勝利数               | VM敗戦数               |
| -------- | ------------ | ------ | ----------------------- | ----------------------- | ----------------------- | ------------ | -------- | -------- | ---------------------- | ---------------------- | ---------------------- |
| 2018-19  | 岡山リベッツ | 15     | 12                      | 6                       | 6                       | 18           | 15       | 3        | 1                      | 1                      | 0                      |
| 2019-20  | 岡山リベッツ | 15     | 4                       | 1                       | 3                       | 5            | 2        | 3        | 2                      | 0                      | 2                      |
| 2020-21  | 岡山リベッツ | 15     | 8                       | 3                       | 5                       | 14           | 7        | 7        | 1                      | 0                      | 1                      |

2018-19シーズン
- ダブルス最多勝（ベストペア賞受賞）

## テレビ番組
- 炎の体育会TV（2019年3月2日、TBS）[6]